# Z Vulpeculae
Z Vulpeculae (Z Vul) es una estrella variable en la constelación de Vulpecula, situada visualmente 44 segundos de arco al suroeste de 3 Vulpeculae.
Su brillo varía entre magnitud aparente +7,25 y +8,90 y se encuentra a una distancia aproximada de 625 años luz del sistema solar.
Z Vulpeculae es una binaria espectroscópica con un período de 2,45493 días.
La estrella primaria es una estrella blanco-azulada de la secuencia principal de tipo espectral B4V, semejante a Benetnasch (η Ursae Majoris).
Tiene una temperatura efectiva de 17.050 K y es 2800 veces más luminosa que el Sol.
Su radio es 4,5 más grande que el radio solar.
La estrella secundaria es una gigante blanca de tipo A3III.
Su luminosidad es unas 160 veces superior a la luminosidad solar —aunque es apenas un 6% de la de su compañera— y es ligeramente más grande que ésta.
Posee una masa de 2,3 masas solares, mientras que la estrella primaria tiene una masa 5,4 veces mayor que la del Sol.
Z Vulpeculae es una binaria cercana catalogada como «binaria semidesprendida».
Al igual que Algol (β Persei) o λ Tauri, es una binaria eclipsante; durante el eclipse principal, el brillo de Z Vulpeculae decae 1,65 magnitudes, mientras que en el secundario la disminución es de sólo 0,33 magnitudes.